# Shishapangma
Shishapangma (Oficial: Xixabangma, denumit și Gosainthan) este ultimul munte de pe lista munților cu altitudinea de 8000 m deasupra n.m.. Înălțimea muntelui este controversată datele oscilează între 8013 și 8046 m, după ultimele măsurători având înălțimea de 8027 m.

## Vârfuri
| Vârf                 | altitudine |
| -------------------- | ---------- |
| Shishapangma         | 8027 m     |
| Shishapangma Central | 8008 m     |
| Shishapangma Vest    | 7966 m     |

## Vezi și
- Listă de munți din China